# Business Rivals
Business Rivals è un cortometraggio muto del 1915. Il nome del regista non viene riportato.

## Produzione
Il film fu prodotto dalla Essanay Film Manufacturing Company.

## Distribuzione
Distribuito dalla General Film Company, il film - un cortometraggio in due bobine conosciuto anche con il titolo The Adventures of Dominica #4: Business Rivals - uscì nelle sale cinematografiche USA il 3 agosto 1915.